# Rogers Sans-fil
Rogers Sans-fil, ou Rogers Wireless en anglais, est un opérateur de téléphonie mobile canadien appartenant au groupe de télécommunication Rogers Communications. Avec une base d'environ neuf millions de clients, il est le plus important opérateur de téléphonie mobile du Canada.